# Barotraumatisme
Barotraumatismele sunt accidente de scufundare aparținând categoriei accidentelor fizico-mecanice și apar datorită dezechilibrului de presiune dintre presiunea gazului existent în cavitățile ce conțin aer ale aparatului respirator, urechea medie și sinusurile și presiunea exterioară adică presiunea mediului acvatic la adâncimea de scufundare.
Tot în categoria barotraumatismelor pot fi încadrate și alte două accidente ce pot apărea în timpul coborârii scafandrului sub apă, acestea sunt placajul vizorului și barotraumatismul dinților.

## Barotraumatismele urechii medii

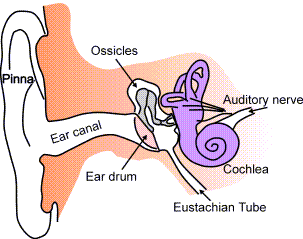
Urechea medie

Urechea medie este o cavitate ce conține aer aflată între timpan și trompa lui Eustache. Trompa lui Eustache face legătura între urechea medie și faringe și este, de obicei, închisă.
O dată cu începerea coborârii, datorită creșterii presiunii exterioare, apare un dezechilibru între presiunile care acționează de o parte și de alta a timpanului și anume între presiunea mediului acvatic exterior care crește cu adâncimea și presiunea aerului din urechea medie care rămâne la valoarea presiunii atmosferice.
Trompa lui Eustache este închisă, aceeași diferență de presiune există și între presiunea aerului din faringe deoarece scafandrul respiră aer la o presiune egală cu presiunea adâncimii scufundării și presiunea aerului din urechea medie. 
Înainte ca diferența de presiune să devină foarte mare, trebuie introdus aer din faringe în urechea medie prin trompa lui Eustache, egalizând astfel presiunile de o parte și alta a timpanului. 

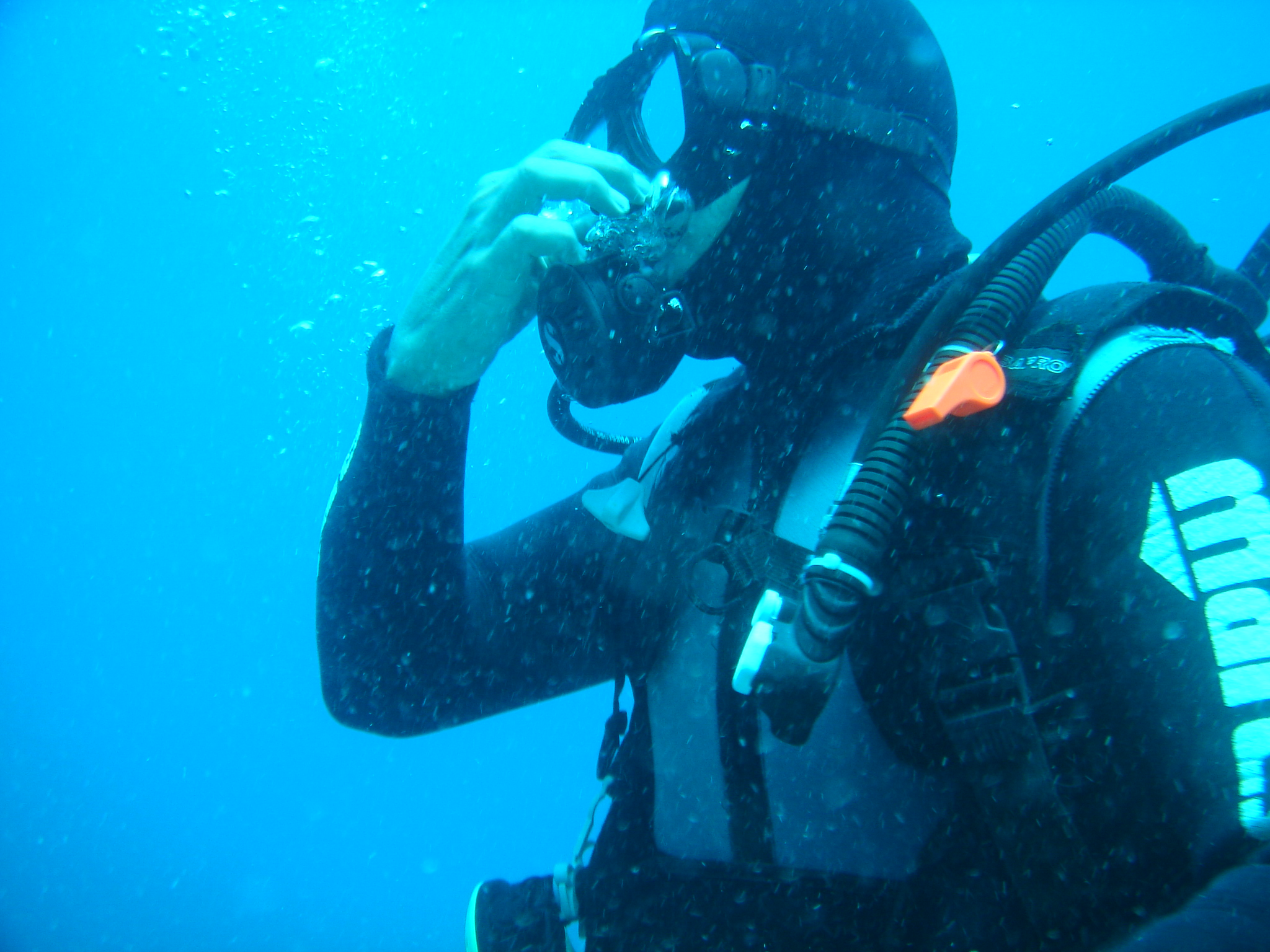
Efectuarea manevrei Valsalva în timpul coborârii

Cea mai eficientă metodă de echilibrare este manevra Valsalva care constă în strângerea nasului între degete și suflarea de aer în nas pentru a forța aerul din faringe să deschidă trompa lui Eustache și să pătrundă prin ea către urechea medie.
În afară de manevra Valsalva, mai există și alte manevre de echilibrare a presiunii din urechea medie cu presiunea exterioară, arătate în tabel.
| Tipul manevrei              | Tehnica de echilibrare |
| --------------------------- | --- |
| Deglutiție                  | Se realizează prin deglutiție (înghițire) sau o simulare de deglutiție a salivei. |
| Valsalva                    | Se realizează prin suflare de aer către nas, nările sunt presate cu degetele și gura închisă. Suflarea de aer se face dinspre plămâni printr-o simulare de expirație. |
| Frenzel                     | Permite insuflarea de aer către trompa lui Eustache fără a efectua o expirație dinspre plămâni. Manevra este independentă de respirație, scurtcircuitând aerul toracic la nivelul glotei și nu afectează sistemul cardiovascular: glota blocată, nările presate, baza limbii ridicată înspre spate, se încearcă un început de deglutiție și se emite sunetul „Ke”. |
| Deschidere Tubară Voluntară | Se obține printr-un antrenament muscular progresiv al trompei lui Eustache: se încearcă reconstituirea voluntară a poziției mușchilor faringelui ca la manevrele Valsalva sau Frenzel. Prin concentrare și fără ajutorul unei presiuni asociate, se caută să se mențină deschiderea tubară până la echilibrarea presiunii din ureche.                              |
| Toynbee                     | Este utilizată în timpul urcării către suprafață, atunci când axistă posibilitatea ca presiunea din urechea medie să devină superioară presiunii exterioare: se efectuează o simulare de inpirație, nasul fiind cu nările presate, iar gura închisă. |

### Simptome
Scafandrul care a fost victima unui accident de barotraumatism al urechii medii, poate avea simptome ca: 
- slăbirea auzului,
- țiuit în urechi,
- dureri de urechi,
- scurgeri lichide din nas și din gură,
- sânge în secreția nazală și în cavitatea bucală,
- spargerea timpanului

Ruperea timpanului în apă rece poate avea efecte și mai serioase. Apa rece care pătrunde în urechea medie cauzează o deteriorare violentă a simțului echilibrului ducând la stări grave de amețeală vertij și greață. 
Tulburările de echilibru pot apărea și în timpul ridicării către suprafața apei și poartă denumirea de vertij alternobaric. Acest fenomen apare în timpul urcării către suprafață, mai ales după o coborâre cu dificultăți de egalizare a presiunii din urechea medie.

### Tratament
Scafandrul trebuie să se prezinte imediat la un medic specialist în medicină hiperbară sau, dacă acest lucru nu este posibil, la un medic specialist ORL.

### Prevenire
Pentru evitarea apariției unui accident de barotraumatism al urechii medii, este necesară luarea unor măsuri de prevenire:
- realizarea unei corecte echilibrări a urechii medii prin manevra Valsalva înaintea apariției primelor dureri chiar de la începutul scufundării.
- urcarea până la dispariția durerilor și apoi să înceapă sau să reînceapă efectuarea manevrelor de echilibrare.
- renunțare la scufundare atunci când, în timpul coborârii sub apă, scafandrul constată că nu-și poate echilibra urechile cu toate manevrele pe care le-a încercat,
- când scafandrul este răcit, trebuie să renunțe la scufundare până la vindecare.

## Barotraumatismele sinusurilor

Sinusurile

Sinusurile sunt cavități ce conțin aer fiind anexe ale aparatului respirator, aflate în interiorul oaselor feței și ale cutiei craniene.
Există patru perechi de sinusuri: 
- sinusurile frontale situate deasupra sprâncenelor,
- sinusurile maxilare situate în maxilarul superior,
- sinusurile etmoidale plasate între ochi,
- sinusurile sfenoidale aflate sub creier.

Sinusurile mai importante din punct de vedere al mărimii lor sunt sinusurile frontale și maxilare. Sinusurile sunt căptușite în interior cu o mucoasă care o continuă pe cea nazală și comunică, prin intermediul unor canale osoase, cu fosele nazale care și ele comunică cu faringele. 
Ca și în cazul urechii medii, în timpul coborârii sub apă, sinusurile trebuie umplute cu aer din fosele nazale pentru echilibrarea presiunii pentru a preveni o comprimare care poate fi dureroasă. De obicei, echilibrarea presiunii din sinusuri se face în mod spontan fără să fie necesară vreo manevră de egalizare.
Însă în cazul unei răceli mucoasa se inflamează și poate duce la imposibilitatea egalizării presiunii din sinusuri cu presiunea exterioară.

### Simptome
Simptomele care apar datorită dificultăților de echilibrare a sinusurilor sunt: 
- dureri în zona respectivă,
- eliminare de sânge pe nas.

### Tratament
Scafandrul care a fost victimă a unui accident de barotraumatism al sinusurilor, trebuie să consulte imediat un medic specialist în medicină hiperbară sau, dacă acest lucru nu este posibil, un doctor specialist ORL

### Prevenire
- folosirea de picături pentru nas (Fedrocaină, Bixtonim, Rinofug);
- evitarea efectuării de scufundări atunci când scafandrul este răcit sau are o sinuzită.

## Placajul vizorului
Placajul vizorului apare datorită diferenței de presiune dintre mediul exterior și aerul aflat în interiorul vizorului.

Placajul apare în special în timpul coborârii scafandrului; dacă aerul nu este introdus în interior, vizorul este în depresiune și are loc un efect de ventuză care poate provoca tulburări de vedere, durere, hemoragie și leziuni oculare și nazale.

În timpul urcării dacă aerul din interiorul vizorului nu iese la exterior, are loc un efect de suprapresiune dar fără consecințe. 

După apariția unui placaj, trebuie consultat un medic generalist, ORL sau oftalmolog.
Pentru prevenirea apariției placajului vizorului se va sufla, prin nas, aer în vizor, pe tot timpul coborârii.

## Barotraumatismul dinților

Cavitate dentară aflată în depresiune

Barotraumatismele dinților apar atunci când aerul aflat în depresiune într-o cavitate dentară cum este caria, este comprimat în timpul coborârii sub apă. De asemenea, se mai poate produce o ruptură a unei plombe mai vechi.
În timpul urcării (conform cu legea Boyle-Mariotte), aerul aflat în cavitatea dentară se dilată iar presiunea puternică asupra peretelui intern conduce la apariția durerilor urmate de ruperea pulpei dentare și chiar de explozia dintelui.
De asemenea există posibilitatea formării de bule de azot în cavitatea pulpară ceeace constituie un accident de decompresie și trebuie tratat ca atare.
Pentru a preveni apariția unui barotraumatism dentar se recomandă următoarele măsuri preventive:
- înainte de scufundare : efectuarea unui examen buco-dentar
- în timpul coborârii : la apariția durerii trebuie urcat la suprafață și anulată scufundarea
- în timpul urcării : la apariția durerii trebuie coborât câțiva metri, apoi se va efectua o urcare lentă spre suprafață.